# Kennedia retrorsa
Kennedia retrorsa är en ärtväxtart som beskrevs av William Botting Hemsley. Kennedia retrorsa ingår i släktet Kennedia och familjen ärtväxter. Inga underarter finns listade i Catalogue of Life.